# The Snowman
The Snowman ist ein Kinderbuch des englischen Autors Raymond Briggs, das 1978 veröffentlicht wurde. Die deutsche Erstausgabe erschien im selben Jahr bei Bertelsmann unter dem Titel Mein Schneemann. Die 1982 erstmals ausgestrahlte Verfilmung wurde 1983 für einen Oscar in der Kategorie „Bester animierter Kurzfilm“ nominiert.

## Handlung
The Snowman erzählt die Geschichte eines kleinen Jungen, der an einem Wintertag einen Schneemann baut. Dieser erwacht in der folgenden Nacht zum Leben. Da der kleine Junge dem Schneemann viele Dinge aus der Welt der Menschen erklären muss, die dieser nicht versteht, kommen sich die beiden schnell näher. Auf einem Motorrad erkunden sie die Umgebung rund um das Haus und schrecken dabei viele Tiere auf.
Im Folgenden nimmt der Schneemann den Jungen mit auf eine Flugreise. Sie überqueren die Dächer der Stadt und fliegen anschließend immer weiter gen Norden, bis sie zu einem schneebedeckten Wald gelangen. Dort findet ein Fest statt, auf dem viele andere Schneemänner anwesend sind. Schließlich gelangen sie zum Weihnachtsmann, der dem kleinen Jungen einen Schal mit einem Schneemann-Motiv schenkt.
Anschließend kehren die beiden nach Hause zurück. Als der Junge am nächsten Morgen aufwacht und aus dem Fenster sieht, bemerkt er, dass die Sonne scheint und der Schneemann infolgedessen geschmolzen ist. Er fragt sich, ob er alles nur geträumt hat, findet dann aber den Schal in seiner Tasche, den ihm der Weihnachtsmann geschenkt hat.

## Adaptionen

### Verfilmung
1982 wurde für den britischen Fernsehsender Channel 4 eine 26-minütige Zeichentrickfilmadaption des Buches produziert. Regie führte die Engländerin Dianne Jackson, Produzent war John Coates. Die Erstausstrahlung fand am 24. Dezember 1982 statt.
Der Film kommt ohne gesprochene Worte aus, einzige Ausnahme ist das vom englischen Komponisten Howard Blake komponierte Stück Walking in the Air. Auch die gesamte restliche Musik des Filmes stammt von Blake.
Bei den BAFTA Awards 1982 wurde die Verfilmung als „Bester Kinderfilm“ ausgezeichnet, bei der Oscarverleihung 1983 war sie in der Kategorie „Bester animierter Kurzfilm“ nominiert. Im Jahre 1984 gewann sie beim Tampere International Short Film Festival den Preis für den besten Film. 
Die Filmmusik und eine auf Videokassette veröffentlichte Fassung des Filmes wurden zu Bestsellern. Bis heute wird The Snowman jährlich am Weihnachtsabend auf Channel 4 ausgestrahlt. Der Film gilt als britischer Weihnachtsklassiker.

### Computerspiel
1984 veröffentlichte die britische Firma Quicksilva ein von Rob Harris programmiertes Spiel namens The Snowman für den damals führenden Heimcomputer Commodore 64. Das Spiel bezieht sich auf den Roman. Es handelt sich um einen Vertreter des Genres Jump'n'Run. Die Titelmelodie entstammt der Zeichentrickversion.

## Auszeichnungen
The Snowman erhielt 1979 den Dutch Silver Pen Award. Das Bilderbuch ist zudem in dem literarischen Nachschlagewerk 1001 Kinder- und Jugendbücher – Lies uns, bevor Du erwachsen bist! für die Altersstufe 3–5 Jahre enthalten.